# Radulf I de Besalú
Radulf I de Besalú (? - 920) fou comte de Besalú (878-920).

## Orígens familiars
Fill petit de Sunifred I i, per tant, germà de Guifré el Pilós, comte de Barcelona; i de Miró el vell, comte de Rosselló. La seva esposa fou Ridlinda, possiblement filla d'Alaric I d'Empúries.

## Vida política
Primer comte hereditari del comtat de Besalú. Fou designat per Guifré el Pilós, comte de Barcelona, qui separà el pagus de Besalú del comtat de Girona i n'encomenà el govern al seu germà Radulf, a qui nomenà comte de Besalú a condició, però, que a la seva mort el comtat havia de ser per als descendents de Guifré. A la mort de Radulf entre 913 i 920, passa a mans de Miró, fill de Guifré.